# 2022年ポーランドでのミサイル爆発
2022年11月15日、ウクライナとの国境に近い、ポーランドのプシェヴォドゥフ村に1発のミサイルが直撃した。この事件はロシアによるウクライナの都市とエネルギー施設への攻撃（ウクライナ全土爆撃）の最中に起きた。本件は2022年ロシアのウクライナ侵攻中にNATO領内にミサイルが着弾・爆発した最初の事件である。アメリカ合衆国の初期評価で、このミサイルは接近するロシアのミサイルに向けてウクライナ軍が発射した防空ミサイルの可能性が高いことが判明した。

## 背景
爆発はロシア軍がウクライナ全土のインフラを広範囲に爆撃した日に起き、この日のロシア軍の攻撃はこれまでで最大規模だった。ウクライナ空軍司令部によると、ロシア軍は11月15日にウクライナでさまざまな種類の兵器96個を発射した。これらには空中と水上発射の巡航ミサイル(Kh-555とKh-101、クラブ)、Kh-59誘導ミサイル、攻撃ドローンのゲラン-1とゲラン-2、UAVのオルラン10とオリオンが含まれる。フォーブスによると、クラブ1発のコストは650万ドルでkh-101ミサイルは1300万ドルであるという。エコノミック・プラウダ（Epravda） （ウクライナ語: Економічна правда）は、ロシアが2022年11月15日のウクライナ攻撃で5～10億ドル相当の兵器を使用したと計算した。

## 爆発
ミサイルは穀物乾燥施設に落ち、爆発で市民2人が死亡したと報じられたが、ポーランド当局は、爆発の原因は不明と述べた。ポーランドのラジオ局Radio ZETは、2発のそれたロケットが村に落下し、爆発を引き起こしたと報じたが、後の報告では1発だけであったことを示した。NATO加盟国は、爆発が報告された直後に証拠の調査を開始した。

## 調査
ポーランド政府の報道官は、一連の報道後、モラヴィエツキ首相が臨時の国家安全保障会議を招集したことを明らかにし、「当局は現地に赴いて調査を進めており、夜を徹して、この件の解明に必要な限り、調査を続けるだろう」と述べた。
事件直後、爆発の起源と性質に関して相反する報告が出て来た。ポーランド外務省は、この発射体は「ロシア製」であると述べた。外交問題評議会の安全保障専門家アンドレス・ギャノンは、ミサイルの一部のようなものが写った写真に対し、S-300システムかもしれないことに同意した。S-300は、ウクライナ侵攻中に両国の戦闘員が使用しており、ウクライナは主に地対空ミサイルとして使用し、ロシアは主に地対地ミサイルとして使用している。Radio ZETのポーランド人記者Mariusz Gierszewskiは、ミサイルは撃ち落されたロケットの残骸であるとする情報筋の主張を報じた。米大統領のジョー・バイデンは、バリ州のG20サミットでの発言で、ミサイルがロシアから発射された可能性は「低い」と述べた。
米情報当局者によると、初期評価では、このミサイルは恐らく、接近するロシアのミサイルに向けてウクライナ軍が発射したものであるという。
11月17日、ポーランド国際政策局長のヤクブ・クモッチは、ロシアのミサイルを撃墜するはずだったミサイルの1つが目標に命中しなかったという多くの証拠があるとし、「自爆システムが機能せず、このミサイルが悲劇を招いた」と述べた。
11月17日には、ポーランド当局は、ウクライナの調査官が爆発現場への立ち入りを許可される可能性が高いと述べた。
11月21日、ポーランド検察庁がミサイル爆発の捜査にウクライナ側を含めることに同意しないことが報じられた。

## 反応

### ポーランド
爆発後、ポーランド首相のマテウシュ・モラヴィェツキは、国家安全保障・防衛問題委員会の緊急会合を招集した。政府の広報担当者は、会議の終了後、ポーランドは同国の一部の軍部隊の警戒レベルを引き上げているとし、ポーランド大統領のアンジェイ・ドゥダがNATO事務総長のイェンス・ストルテンベルグと北大西洋条約第4条の発動の可能性について話したと述べた。
ポーランド外務省はロシアの駐ポーランド大使を呼び出し、「詳細な説明」を要求したと明らかにした。
ポーランド大統領のアンジェイ・ドゥダは11月15日の夜（中央ヨーロッパ時間）、「誰がミサイルを発射したのかについて、今のところ決定的な証拠はない」と述べた。

### 国際

#### ロシア
ロシア国防省は、ロシアのミサイルがポーランドを攻撃したとの報道を否定し、それを「状況のエスカレートを目的とした意図的な挑発」であると述べた。
翌日の16日、ロシア国防省は、ウクライナへの精密誘導ミサイルによる15日の攻撃は、ポーランド国境から35キロ以上離れていたと発表し、ポーランドで公開された現場の写真は、「ロシアの防衛産業の専門家によって、ウクライナ空軍のS-300防空システムの対空誘導ミサイルの構成部分と特定された」と述べた。同日午後、ロシア外務省はポーランド大使を呼び出した。

#### ウクライナ
ウォロディミル・ゼレンスキー大統領は、15日のビデオ演説で、「ロシアのミサイルが我々の友好国であるポーランドを攻撃した」とし、「これは集団安全保障に対するロシアのミサイル攻撃だ。非常に著しいエスカレーションであり、我々は行動しなければならない」と述べた。同じ頃、ドミトロ・クレーバ外相は、ミサイルはウクライナから発射された可能性があるとロシアが主張していることについて、「陰謀論」だと否定した。
翌日、ウクライナの大統領顧問ミハイロ・ポドリャクは、爆発の後、ヨーロッパ諸国はウクライナの「上空を閉じる」べきだとツイートした。 ウクライナ国家安全保障・国防会議長官のオレクシー・ダニーロフは、ウクライナは「ロシアの痕跡」を示す証拠を持っていると主張したが、詳細は明らかにしなかった。ゼレンスキーはまた、「原因がウクライナのミサイルでなかったことに疑う余地はない」と述べ、ウクライナは当然、爆発現場への立ち入り調査に参加する権利を有しているとの見解を示した。
11月17日、ゼレンスキーは、「ロシアのミサイルだと確認している」としつつ、ロシアの大規模ミサイル攻撃に対してウクライナが迎撃ミサイルを発射したのも確かだと語り、「100%は分からない。何が起きたのか、世界も100%は知らないと思う」「これがウクライナの防空ミサイルだったと具体的には言えないだろう」と述べた。

#### NATO当局と加盟国
この事件及びドルジバパイプラインの閉鎖のため、ヴィクトル・オルバン首相率いるハンガリー政府は、15日夜に国防評議会の会合を招集し、国防相のクリストフ・ザライ＝ボブロヴニツキーは、NATO事務総長イェンス・ストルテンベルグと電話で会談した。
疑惑の攻撃の直後、米国防総省の報道官は、「ロシアのミサイル2発がウクライナ国境付近のポーランドに着弾したとする報道は承知しているが、裏付ける情報は現時点では持っていない」と述べた。米上院の外交関係議長であるボブ・メネンデスは、ロシアが「人命の損失について迅速に謝罪し、故意ではなかったと表明する」ことへの期待を表明し、攻撃が故意であった場合、第5条を発動する可能性を含む「あらゆる種類の結果」について警告した。
ポーランドは、第4条に基づいて、11月16日のNATOの大使級会合を要請した。NATOの外交官は、同盟は慎重に行動し、事件がどのように起きたのかを正確に検証する時間が必要であると述べた。
エストニア外相のウルマス・レインサルは報道に対し、エストニアはNATOの領域の「隅々まで」防衛する準備ができているとツイートした。ベルギー首相のアレクサンダー・デ・クローは報道に対し、「我々はポーランドを支持する」と語った。チェコ首相のペトル・フィアラは、「ポーランドへのミサイルの着弾が確認されれば、事態の激化に進展するだろう」とツイッターに投稿した。ルーマニア大統領のクラウス・ヨハニスは、ルーマニアは「友人であり、同盟国のポーランドと完全に連帯している」とし、「パートナーや同盟国と連絡を取りあっている」とツイートした。
ストルテンベルグは、ポーランドに着弾したミサイルについて、ウクライナの迎撃ミサイルの公算が大きいという認識を示し、同時に、最終的な責任は戦争を始めたロシア側にあると強調した。

#### その他
- 欧州理事会議長のシャルル・ミシェルは、事件の報告に「ショックを受けた」と述べ、欧州連合加盟国の「ポーランドを支持する」と付け加えた[62]。

- モルドバの外務・欧州統合大臣は、爆発後、ポーランドとの連帯を表明し、ポーランド当局と連絡を取り合っていると述べた。 モルドバのニク・ポペスク外相は、ポーランド外相のズビグニエフ・ラウに、犠牲者の家族への哀悼の意を表した[63]。ポーランドでのミサイル攻撃と同様の出来事がモルドバでも起きており、10月31日のウクライナ全土へのロシアの攻撃の際に、ウクライナに迎撃されたミサイルの一部が、モルドバのナスラフチャ村に落下し、数軒の家屋の窓が損壊した（死傷者は出なかった）[64][65][66]。

## 関連事件
12月5日、ロシアがウクライナに向けてミサイル数十発を発射し、ミサイル1発の破片がモルドバの町に着弾した。ロシアの軍事専門家アレクセイ・レオンコフは、本件とプシェウォドフでの事件は類似しており、どちらの場合もミサイルはS-300ミサイルシステムに由来すると主張した。2023年1月14日にはミサイルの破片がモルドバのラルガで発見され、10月、12月に続く3回目の破片発見となった。